# بل (خواننده)
شیم هه وون (کره‌ای: 심혜원؛ زادهٔ ۲۰ مارس ۲۰۰۴) که بیشتر با نام هنری بل (کره‌ای: 벨؛ انگلیسی: Belle) شناخته می‌شود، خواننده و ترانه‌پرداز آمریکایی است. او یکی از اعضای گروه دخترانهٔ اهل کره جنوبی کیس آو لایف است.